# Daiki Iwamasa
Daiki Iwamasa (Yamaguchi, 30. siječnja 1982.) je japanski nogometaš.

## Klupska karijera
Igrao je za Kashima Antlers, BEC Tero Sasana i Fagiano Okayama.

## Reprezentativna karijera
Za japansku reprezentaciju igrao je od 2009. do 2011. godine. Za japansku reprezentaciju odigrao je 8 utakmica.
S japanskom reprezentacijom Daiki Iwamasa je igrao na jednom svjetskom prvenstvu (2010.) dok je 2011. s Japanom osvojio AFC Azijski kup.

## Statistika
| Japan  | Japan | Japan |
| Godina | Nas.  | Gol.  |
| ------ | ----- | ----- |
| 2009   | 1     | 0     |
| 2010   | 3     | 0     |
| 2011   | 4     | 0     |
| Ukupno | 8     | 0     |

## Vanjske poveznice
- National Football Teams
- Japan National Football Team Database